# Rivière Savane du Nord
Pour les articles homonymes, voir Savane et Rivière Savane.
La rivière Savane du Nord est un affluent de la rivière Sainte-Anne, coulant sur la rive nord du fleuve Saint-Laurent. Cette rivière traverse successivement le territoire non organisé de Lac-Pikauba et la ville de Baie-Saint-Paul, dans la municipalité régionale de comté (MRC) de Charlevoix, dans la région administrative de la Capitale-Nationale, dans la province de Québec, au Canada. La partie supérieure débute au sud-est du territoire de la Réserve faunique des Laurentides ; puis son cours quitte cette réserve pour longer du côté sud la limite de la réserve.
La partie supérieure (zone du lac Savane) de cette petite vallée est desservie par une route forestière secondaire. La partie inférieure est desservie par une route forestière qui remonte du côté ouest de la rivière Sainte-Anne. La sylviculture constitue la principale activité économique de cette vallée ; les activités récréotouristiques, en second.
À cause de l'altitude, la surface de la partie inférieure de la rivière Savane du Nord est généralement gelée de la fin novembre jusqu'au début d'avril ; toutefois la circulation sécuritaire sur la glace se fait généralement de la mi-décembre à la fin mars. La partie supérieure compte une période de gel d'environ une semaine additionnelle. Le niveau de l'eau de la rivière varie selon les saisons et les précipitations ; la crue printanière survient en mars ou avril.

## Géographie
La rivière Savane du Nord prend sa source au barrage de l'embouchure du lac Savane, dans le territoire non organisé de Lac-Pikauba, dans la Réserve faunique des Laurentides. Cette source encaissée entre les montagnes est située à :
- 2,1 km au nord-est d'un sommet de montagne situé du côté ouest du lac Savane ;
- 2,4 km au nord-ouest d'un sommet de montagne situé du côté est du lac Savane ;
- 4,8 km au sud-ouest du cours de la rivière Sainte-Anne ;
- 27,1 km au sud-ouest du centre-ville de Baie-Saint-Paul.

À partir du barrage à l'embouchure du lac Savane, le cours de cette rivière descend des montagnes sur 5,6 km, avec une dénivellation de 242 m. Le cours de la rivière est presque en ligne droite s'orientant vers le nord en recueillant un ruisseau du côté Est et un autre du côté ouest.
La rivière Savane du Nord se déverse près d'un coude de rivière sur la rive sud de la rivière Sainte-Anne. Cette confluence est située à 25,3 km à l'ouest de Baie-Saint-Paul et à 52,9 km au nord du centre de Sainte-Anne-de-Beaupré.
À partir de la confluence de la rivière Savane du Nord, le courant coule sur 53,9 km d'abord vers le sud-est, puis le sud-ouest, en suivant le cours de la rivière Sainte-Anne (Beaupré), laquelle traverse le centre-ville de Beaupré, jusqu'à la rive nord-ouest du fleuve Saint-Laurent.

## Toponymie
Ce toponyme parait sur le brouillon de la carte de Maillard, 1959-05-21, item 121. La nappe d'eau se trouve sur les Terres du Séminaire de Québec. Rivière Savane est une variante du nom officiel.
Le toponyme "Rivière Savane du Nord" a été officialisé le 5 décembre 1968 à la Banque des noms de lieux de la Commission de toponymie du Québec.